# Ebrei 2
Ebrei 2 è il secondo capitolo della Lettera agli Ebrei, nel Nuovo Testamento della Bibbia cristiana. Il capitolo è diviso in 18 versetti.

## Testo
- Il testo originale è stato scritto in greco Koinè.
- Alcuni dei manoscritti che contengono questo capitolo o estratti di esso sono:[3]
  - Papiro 13
  - Papiro 46
  - Papiro 116
  - Codex Vaticanus
  - Codex Sinaiticus
  - Codex Alexandrinus
  - Codex Ephraemi Rescriptus
  - Codex Freerianus
  - Codex Claromontanus
  - Codex Coislinianus

## Riassunto del capitolo
- Ebrei 2:1-4: Una cosí grande salvezza
- Ebrei 2:5-18: Volontaria umiliazione di Cristo